# Cosmic Voyage
Cosmic Voyage ist ein IMAX-Dokumentar-Kurzfilm von Bayley Silleck aus dem Jahr 1996. Als Produzent fungierte Jeffrey Marvin. Morgan Freeman ist als Erzähler beteiligt.
Der Film wurde vom National Air and Space Museum präsentiert
und weltweit in IMAX-Theatern ausgestrahlt. Der Film ist auf DVD verfügbar.
Cosmic Voyage wurde 1997 für einen Academy Award in der Kategorie „Bester Dokumentar-Kurzfilm“ nominiert.

## Inhalt
In Cosmic Voyage wird ein ähnliches Format gewählt wie in den Filmen Cosmic Zoom des National Film Board of Canada und dem IBM-Klassiker Zehn Hoch, einem Lehrvideo. Als Vorlage diente das Buch Cosmic View von Kees Boeke. Der Film nimmt den Zuschauer mit auf eine Reise durch 42 Größenordnungen, beginnend mit einer Feier in Italien bis hin zum Ende des beobachtbaren Universums. Schließlich geht der Blick zurück zur Erde und auf die Ebene eines Wassertropfens, der Größenordnung von Quarks.
Darüber hinaus gibt der Film Einblicke in die Urknalltheorie, schwarze Löcher und die Entwicklung unseres Sonnensystems. Außerdem wird eine Reise durch Fermilabs Tevatron-Teilchenbeschleuniger in Chicago simuliert, bei der der Zuschauer Zeuge einer Atomkollision wird.